# Armin Hager
Armin Hager (Innsbruck, 14 september 1994) is een Oostenrijks langebaanschaatser. Zijn eerste grote seniorenkampioenschap was het WK afstanden van 2015 in Heerenveen. Hij kreeg van de Oostenrijkse schaatsbond de voorkeur boven Bram Smallenbroek om de 1500m te rijden. Op beide afstanden eindigde de Oostenrijker in de achterhoede.

## Persoonlijke records
| Afstand      | Tijd     | Datum            | Baan      |
| ------------ | -------- | ---------------- | --------- |
| 500 meter    | 35,88    | 15 maart 2014    | Calgary   |
| 1000 meter   | 1.09,79  | 15 maart 2014    | Calgary   |
| 1500 meter   | 1.46,54  | 16 maart 2014    | Calgary   |
| 3000 meter   | 3.52,14  | 26 oktober 2019  | Inzell    |
| 5000 meter   | 6.57,99  | 7 maart 2013     | Calgary   |
| 10.000 meter | 16.03,47 | 17 december 2017 | Innsbruck |

## Resultaten
| Jaar | WK Afstanden             | Wereldbeker                                 | WK Junioren                  |
| ---- | ------------------------ | ------------------------------------------- | ---------------------------- |
| 2011 |                          |                                             | 37e 500m                     |
| 2012 |                          |                                             | 15e 500m 26e 1000m 36e 1500m |
| 2013 |                          | 42e massastart                              | 15e 500m DNF 1500m           |
| 2014 |                          | 0p 1000m                                    | 6e 500m · 1000m · 17e 1500m  |
| 2015 | 23e 1500m 21e massastart | 50e 500m 40e 1000m 45e 1500m 16e massastart |                              |
| 2016 |                          | 65e 500m 93e 1000m 82e 1500m 19e massastart |                              |
| 2017 | 5e massastart            | 55e 500m 63e 1000m 51e 1500m 26e massastart |                              |
| 2018 |                          | 0p 1000m 0p 1500m                           |                              |
| 2019 |                          | 66e 1500m 33e massastart                    |                              |
| 2020 | 21e massastart           | 35e massastart                              |                              |

DNF=niet gefinisht